# 오쿠사와역
오쿠사와역(일본어: 奥沢駅, おくさわえき)은 일본 도쿄도 세타가야구에 있는 도쿄 급행 전철 메구로 선의 역이다. 도쿄 급행 전철 메구로 선에서는 유일하게 세타가야 구의 역이다. 역 번호는 MG07이다.

## 역 구조
2면 3선 혼합식 승강장의 지상역이다. 메구로 선의 차량기지인 모토스미요시 검차구 오쿠사와 차고가 있다.
화장실은 1번 승강장 측의 개찰구 내에 있는 유니버설 디자인의 일환으로 다기능 화장실도 설치되어 있다.
승무원을 관할하는 오쿠사와 승무구가 설치되어 있다.

### 승강장
| 1    | 메구로 선 | 다마가와 · 히요시 방면 |
| 2・3 | 메구로 선 | 오오카야마 · 메구로・시로카네다이・시로카네타카나와 방면 난보쿠 선, 사이타마 고속철도선 직결운행 고마고메・아카바네이와부치・우라와미소노 방면 도영 지하철 미타 선 직결운행 미타・오테마치・니시타카시마다이라 방면 |

- 1번 승강장과 2,3번 승강장은 각각 독립된 형태의 구조로 되어 있다. 개찰구도 덴엔초후 방향쪽에 건널목을 끼고 따로 존재하고 있으며 플랫폼 사이의 연결 통로는 설치되지 않았다. 3번 승강장에 도착했던 메구로 쪽에서 당역 종착 열차에 승차하고 덴엔초후 방향의 역에서 하차하는 경우에는 전역인 오오카야마 역에서 다음 열차로 갈아타도록 안내되어 있다. 2008년 6월에 메구로 선이 히요시 역으로 연장될 때 실시된 다이어의 개정으로 메구로 쪽에서 당역 종착 열차는 막차만 설정되었기 때문에, 개정 후 이러한 안내는 나오지 않는다.

## 역 주변
1972년에 역을 개축하고 역전에 분수가 있는 광장을 조성했다.
- 도큐 오쿠사와 역 빌딩
- 바미얀 오쿠사와 역점
- 세타가야 구 오쿠사와 구민 센터
  - 세타가야 구립 오쿠사와 도서관
- 세타가야 구청 오쿠사와 출장소
- 오와키 병원
- 세타가야 오쿠사와 우체국
- 히가시타마가와 우체국
- 오쿠사와 병원
- 오쿠사와 신사
- 오쿠사와 상점가 - 역 남쪽
- 스와야마 상점가 - 오오카야마 역 근처
- 도큐 도요코 선・도큐 오이마치 선 지유가오카역 - 도보 10분

## 역사
- 1923년 3월 11일: 영업 개시.
- 1935년: 기타구치 개설.
- 2000년 8월 6일: 메카마 선이 메구로 선과 도큐 다마가와 선으로 분할되어 메구로 선의 역이 됨.

## 역명의 유래
원래 지명인 에바라 군 다마가와무라 대학 오쿠사와였던 것에서 유래하였다.
"오쿠사와"는 "노미 강 하류 지방에서 흐르는 오쿠후카사와이케"란 뜻으로 이 부근을 흐르는 노미 강의 지류인 구혼부쓰 강 유역을 구별하고, "오쿠후카사와"의 "후카"를 생략하여 "오쿠사와"로 되었다고 여겨진다.

## 인접역
| 도쿄 급행 전철 메구로 선     | 도쿄 급행 전철 메구로 선 | 도쿄 급행 전철 메구로 선   |
| ---------------------------- | ------------------------ | -------------------------- |
| MG 06 오오카야마 메구로 방면 | ■ 각역정차               | 덴엔초후 MG 08 히요시 방면 |